# Vejen Gymnasium og HF
Vejen Gymnasium og HF er et dansk gymnasium og hf-kursus, der er beliggende i Vejen.
Frem til 2007 blev gymnasiet drevet af Ribe Amt, men siden har det i lighed med landets øvrige gymnasier været en selvejende institution.
Rektor er Lars Amdisen Bossen.